# Sekundærrute 443
Sekundærrute 443 er en rutenummereret landevej i Sønderjylland.
Landevejen starter i Aabenraa, hvor den i vestlig retning udgår fra Flensborgvej (sekundærrute 170) og fortsætter hen over krydsningen med primærrute 24 inden den ad Tøndervej går ud af byen. Ruten fortsætter under E45 mod Hjordkær, hvor den også kryser jernbanen mellem Fredericia og Padborg. Nord for Bolderslev krydses sekundærruterne 175 og 179 i en rundkørsel inden den ad Hjordkærvej fortsætter vestpå. Efter Søvang mødes ruten med sekundærrute 435 med hvilken den følges frem mod mødet med primærrute 11 øst for Tønder.
1. ↑  Samlet trafik på det rutenummererede vejnet i 2010